# بويضة الريحانية
بويضة الريحانية قرية في ناحية قرى مركز المخرم التابعة لمنطقة المخرّم في محافظة حمص في سورية.